# Dercolo
Dercolo (Dércol in noneso) è una frazione del comune di Campodenno in provincia autonoma di Trento. 

## Geografia fisica

### Territorio
Dercolo si trova a 455 metri di quota nella bassa Val di Non, sulla sponda destra del torrente Noce in cima ad una collina compresa tra il Rio Belasio e il ruscello che scorre tra le selve della località Bosche.

## Storia

### Origine del nome
Il toponimo Dercolo deriva dalla figura mitologica romana di Ercole, si tratta dunque di un toponimo cultuale, la cui forma attuale è dovuta all'agglutinazione della preposizione latina de (Hercule).
Tra il IV secolo a.C. e il III d.C. la figura dell'eroe era venerata in val di Non.

### Ritrovamenti archeologici
A Dercolo nel 1883 avvenne uno dei più importanti ritrovamenti riferibili alla cultura retica. Il contadino Domenico Valentinelli nel marzo 1883 trovò su un colle i resti di una costruzione muraria, con al vertice dell'angolo formato dai due muri una situla di rame contenente un gran numero di oggetti in ceramica, vetro, bronzo: tre collane in bronzo, quattro borchie, 61 bottoni, 78 fibule del tipo Certosa e una fibula a grandi coste, un coltello in rame con un anellino in fondo al manico, due cavalli in bronzo monili finemente lavorati, uno dei quali recante anche una rara iscrizione in lingua retica. Il tutto, parte di un deposito mortuario, risalente alla seconda metà del V secolo a.C. è ora conservato al Ferdinandeum di Innsbruck.

### La Carta di regola
Nonostante dal punto di vista ecclesiastico facesse parte fin dal Medioevo della Pieve di Denno e nonostante la sua vicinanza a Castel Belasi, la comunità di Dercolo godeva di una certa autonomia. La carta di regola di Dercolo, il testo con cui i suoi abitanti ratificavano le norme che regolavano la vita e i ritmi del lavoro agricolo all'interno della comunità, nonché l'uso e il rispetto dei beni collettivi, è datata al 1725.  I signori Khuen di Castel Belasi detenevano tuttavia il diritto di Regolanato maggiore, che dava loro modo di intervenire nella vita della comunità, nel caso di trasgressioni delle norme contenute nella Carta e nel caso di liti con i villaggi vicini. Essi detenevano inoltre il diritto di esigere le decime.

### Età contemporanea
Il curato della chiesa di Santo Stefano, Cristoforo Dalpiaz, celebrò il 14 marzo del 1797 una messa solenne per l'esercito austriaco inviato dal generale Johann Ludwig Alexander von Laudon tra il Maso Vast (a Sporminore) e la Rocchetta, pronto a combattere contro le truppe napoleoniche scese da Cavedago verso Mezzolombardo.
Dopo l'abolizione delle antiche regole all'inizio del XIX secolo, Dercolo con la vicina località di Cressino divenne un comune autonomo. Rimase tale anche dopo la fine della Prima guerra mondiale, quando divenne parte della neo-annessa Venezia Tridentina. Nel 1928 con la riforma fascista degli enti locali venne aggregato al comune di Denno. A seguito di un referendum, nel 1951 i paesi di Dercolo, Campodenno, Lover, Quetta e Termon si staccarono dal comune di Denno per riunirsi in un comune a sé stante facente capo a Campodenno, come previsto dalla Legge Regionale 23 agosto 1952, n. 31.

## Monumenti e luoghi d'interesse
- Chiesa di Santo Stefano, attestata nel 1479. L'altare maggiore ligneo risale al XVII secolo,[8] per il "Crocifisso" ligneo è stata recentemente avanzata l'attribuzione allo scultore Paul Strudel.[9]

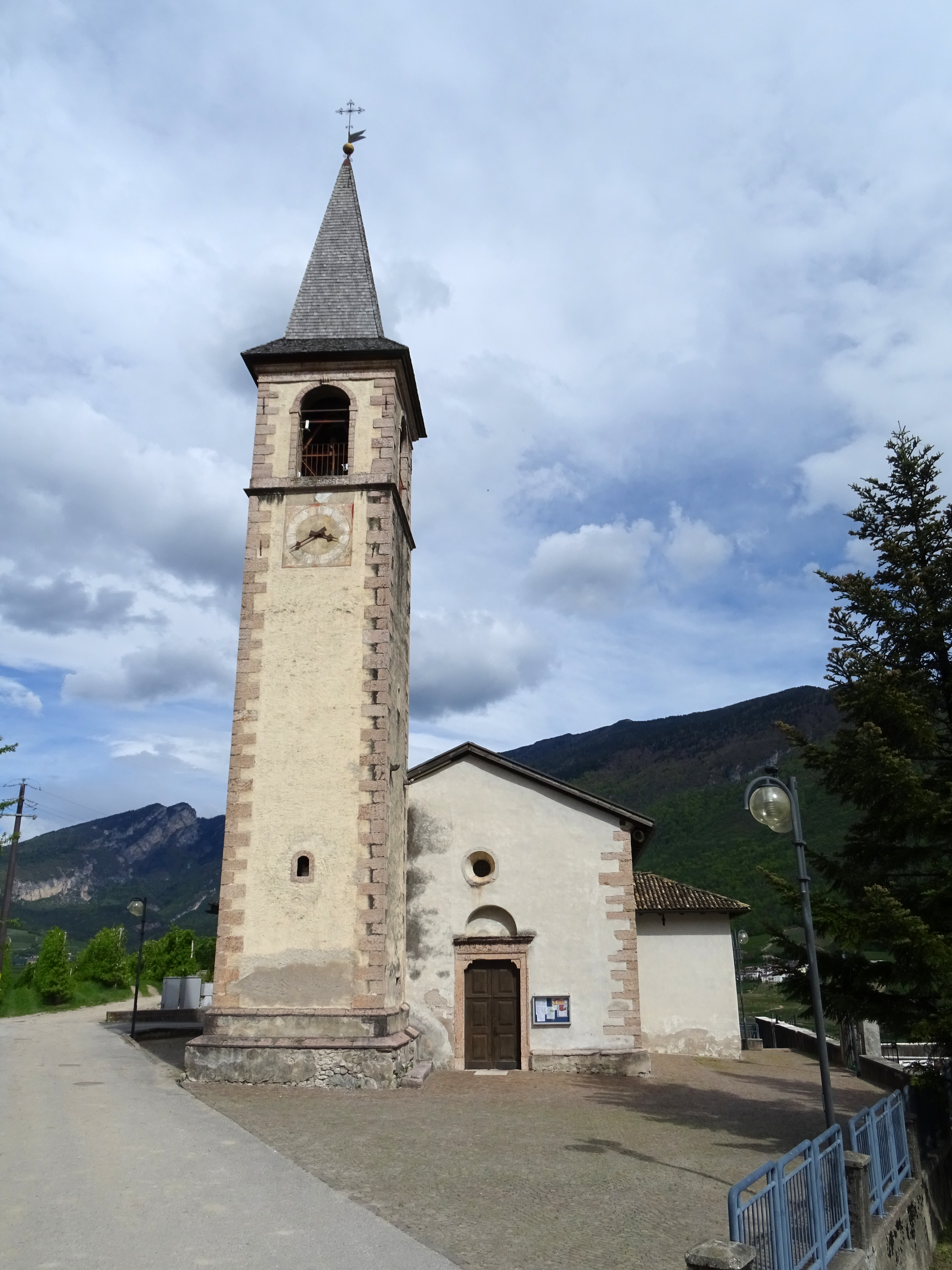
Chiesa di Santo Stefano